# Heiko Meyer
Heiko Meyer, né le 2 décembre 1976 à Dresde, est un plongeur allemand.

## Palmarès

### Jeux olympiques
- Sydney 2000
  -  Médaille de bronze en plateforme 10 mètres synchronisé[1].

### Championnats d'Europe
- Championnats d'Europe de natation 1997
  -  Médaille de bronze en plateforme 10 mètres
- Championnats d'Europe de natation 2006
  -  Médaille d'argent en plateforme 10 mètres
- Championnats d'Europe de natation 2006
  -  Médaille d'argent en plateforme 10 mètres synchronisé